# Champoluc
Champoluc är en liten ort som ligger 1 568 meter över havet i kommunen Ayas i regionen Valle d'Aosta, Italien. Dess skyddspatron är Sankt Anna. Orten har ungefär 450 permanent boende invånare, och är känd för sin skidåkning. Den är sammankopplad med skidorterna Alagna Valsesia och Gressoney.

## Turism
För utländsk turism främst från Sverige, Danmark och Storbritannien är Champoluc främst känd som en skidort men på sommaren så är majoriteten av turisterna från Italien i dalen, men högre upp på glaciären är tysk-, fransk-, och spansktalande turism i majoritet. Möjligheter till att vandra alpnatur och bergsklättring är stor och i varierande svårighetsgrader, allt från nybörjaren till experten. 
Champoluc är strategiskt bra plats för vandringar upp till Monte Rosa där man bland annat kan bestiga Breithorn (4165m västra, 4160m centrala - och 4141m östra) och med bergstoppar som Pollux (4091 m) och Castor (4226m). Större delen av Monte Rosa är synlig från Ayasdalen och kallas så på grund av att klipporna är rödfärgade och att i skymningen färgas hela berget och glaciären rött (den stora glaciären är hela 611 hektar stor).

## Fauna
Bergsgetter, räv, örnar och andra fåglar kan man se året runt. På sommaren så finns det även murmeldjur, kaniner, ekorrar och andra djur.
På sommaren tar bönderna i Aostadalen upp sina kor på bete i bergen. Anledningen till detta är att det krävs att korna som ger mjölken till fontinaosten har betat på hög höjd över havet ett antal månader per år.